# Kostel Navštívení Panny Marie (Pitárné)
Kostel Navštívení Panny Marie v obci Pitárné (okres Bruntál) je farní kostel, který byl postaven v roce 1773 a je kulturní památka České republiky.

## Historie
První písemná zmínka o obci Pitárné je z roku 1267. Kostel byl postaven v roce 1773. Zdroj  uvádí 1766–1767.
V roce 2012 Státní zemědělský intervenční fond schválil na základě alokací stanovených Ministerstvem zemědělství ČR v rámci opatření Ochrana a rozvoj kulturního dědictví venkova na obnovu kostela 3 371 250 Kč.
Na obnovu kostela byla z programu Poskytnutí účelových neinvestičních dotací z rozpočtu kraje nahradníkům v Programu obnovy kulturních památek a památkově chráněných nemovitostí v Moravskoslezském kraji- schválené projekty uvolněná částka 200 000 Kč.
Kostel Navštívení Panny Marie patří Římskokatolické farnosti Pitárné, Děkanát Krnov. 

## Popis
Jednolodní podélná zděná barokní stavba. Osově přistavěna k průčelí hranolová věž.
Obraz Navštívení Panny Marie od Rudolpha Templera (1837–1905) z roku 1856.
Zvon Václav z roku 1499 váží 450 kg, průměr zvonu 88 cm, druhý zvon z roku 1573 váží 150 kg a má průměr 60 cm.

## Galerie

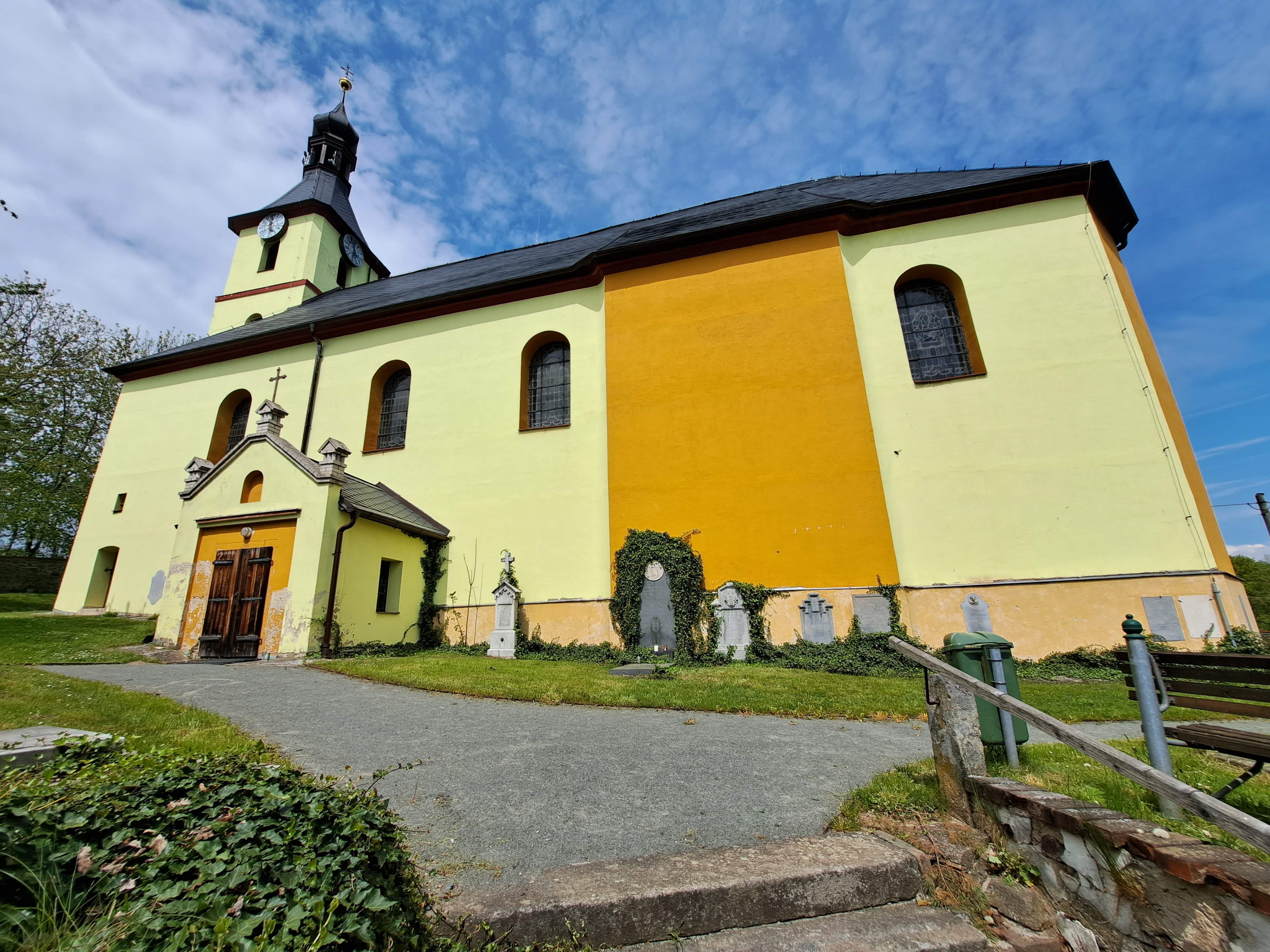
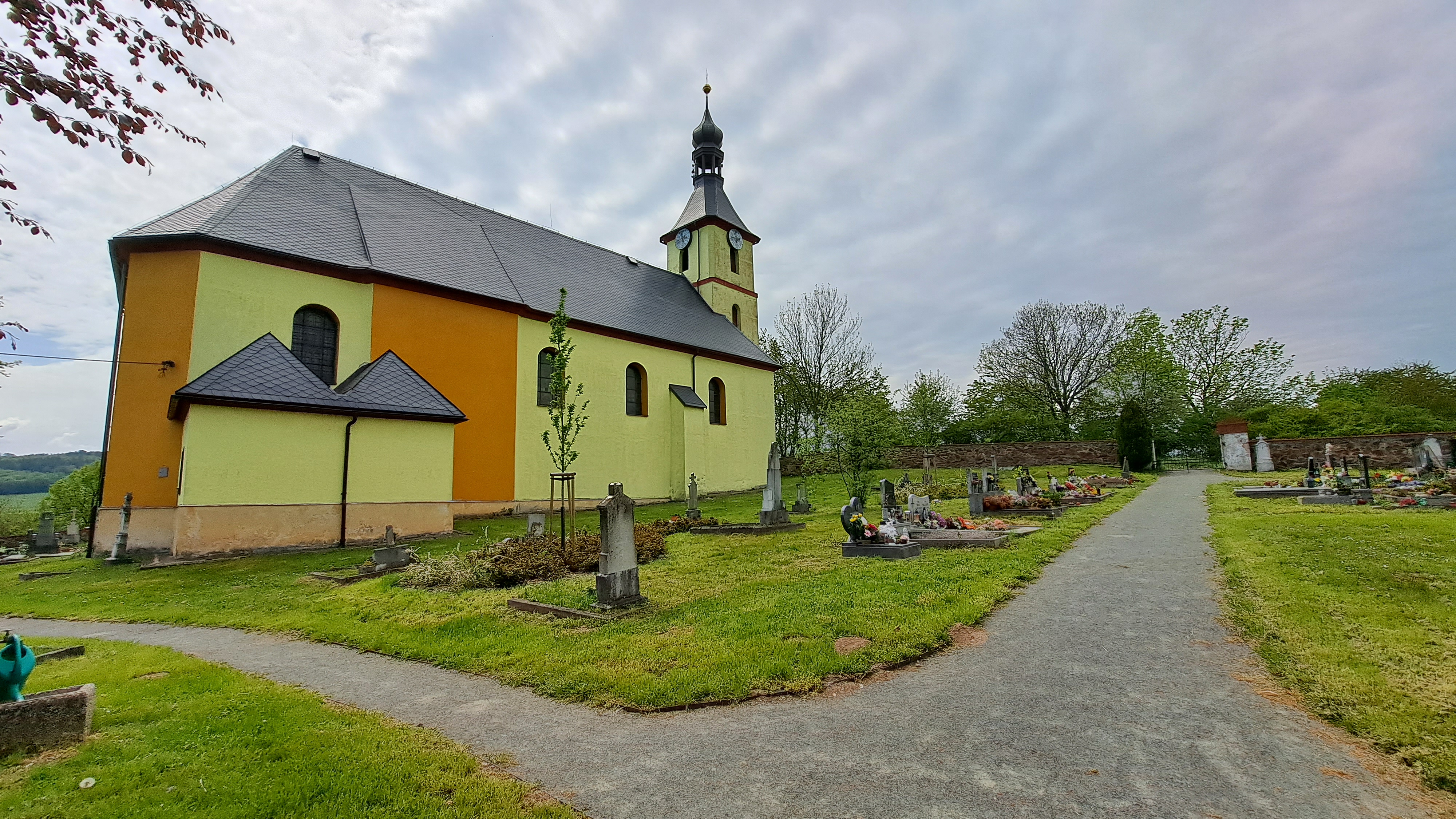
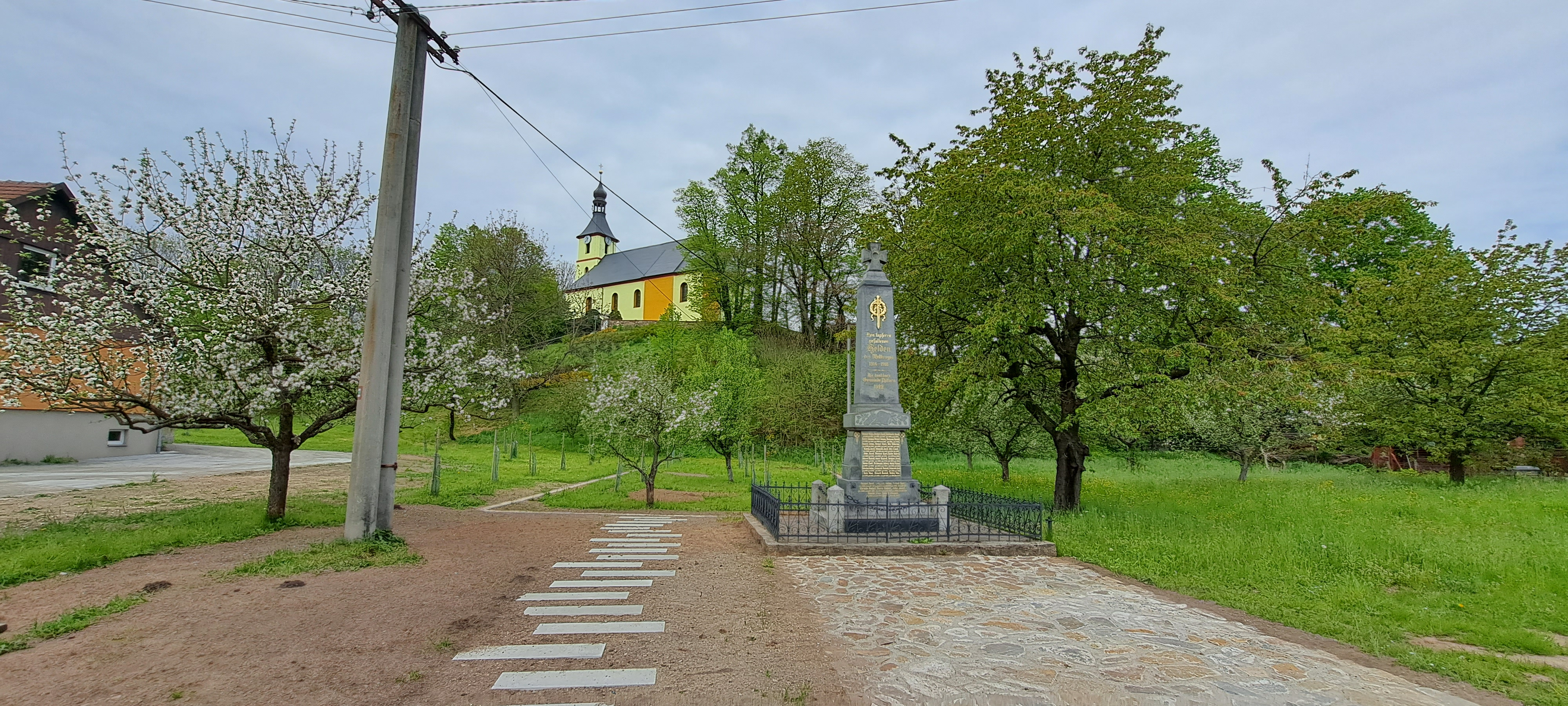